# Bolszaja Sosnowka (obwód tambowski)
Bolszaja Sosnowka (ros. Большая Сосновка) – wieś (sieło) w Rosji, w obwodzie tambowskim, w rejonie miczurińskim. W 2010 liczyła 233 mieszkańców.